# ستيفن مارتينسن
ستيفن مارتينسن (بالنرويجية البوكمول: Steffen Martinsen)‏ هو لاعب كرة قدم نرويجي في مركز الوسط، ولد في 16 أغسطس 1988. لعب مع نادي سترومسغودست ونادي لين.